# Portail du couvent des Capucins de Liège
Le portail du couvent des Capucins ou, pour être plus complet, le portail de l'ancien couvent des Capucins de Liège est un portail situé rue des Anglais dans le centre de Liège en Belgique.

## Localisation
Ce portail se situe au no 36 de la rue des Anglais, rue ancienne du centre de la ville de Liège, au pied de la colline de Sainte-Walburge et à proximité de la place Saint-Lambert et de la gare de Liège-Saint-Lambert.

## Chronologie
Jusqu'à la révolution liégeoise à la fin du XVIIIe siècle, la ville de Liège comptait de multiples couvent d'hommes ou de femmes. Parmi ceux-ci, le couvent des Capucins vient s'implanter à Liège vers 1598. Les Capucins reçoivent un domaine situé entre le collège des jésuites anglais, le couvent des clarisses et celui des frères cellites. Ce domaine n'étant bordé par aucune voirie, un chemin permet de relier le couvent des Capucins au reste de la ville via ce portail donnant sur la rue des Anglais. Le portail était autrefois daté de 1601. Le couvent a été démoli. De cet ancien couvent, ne subsistent aujourd'hui que le portail d'entrée et la brasserie également classée et distante d'environ 150 m.

## Description
Placé entre deux maisons, dans l'axe de l'immeuble de droite (no 34) et en retrait d'environ 2 mètres de la maison sise au no 40, ce portail précédé d'une marche est bâti en blocs de pierre calcaire pour son tiers inférieur et en brique pour les deux tiers supérieurs. Le portail forme un arc en plein cintre réalisé en pierre calcaire coiffé par une ligne de briques placées perpendiculairement à l'arc. Au dessus du portail, une niche ouvragée de style Renaissance en tuffeau abrite la statue de la Vierge Marie (initialement de saint François d'Assise).

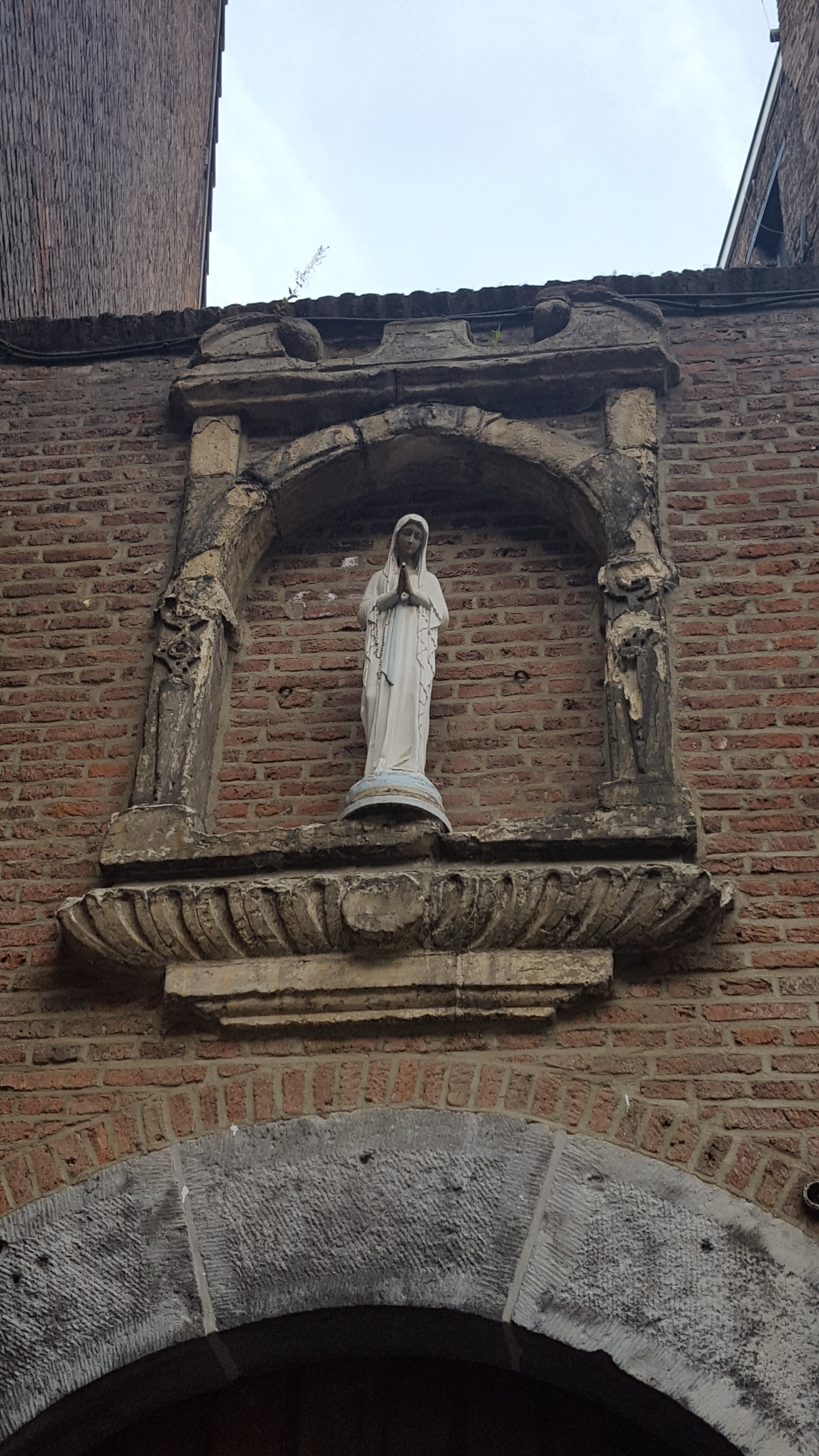

## Classement
Le portail (côté à rue et faîte) est repris sur la liste du patrimoine immobilier classé de Liège depuis 1989. Il est à noter que l'immeuble voisin sis au no 34 et datant de la fin du XVIIe siècle fait aussi l'objet d'un classement.